# マスカット・オブ・アレキサンドリア

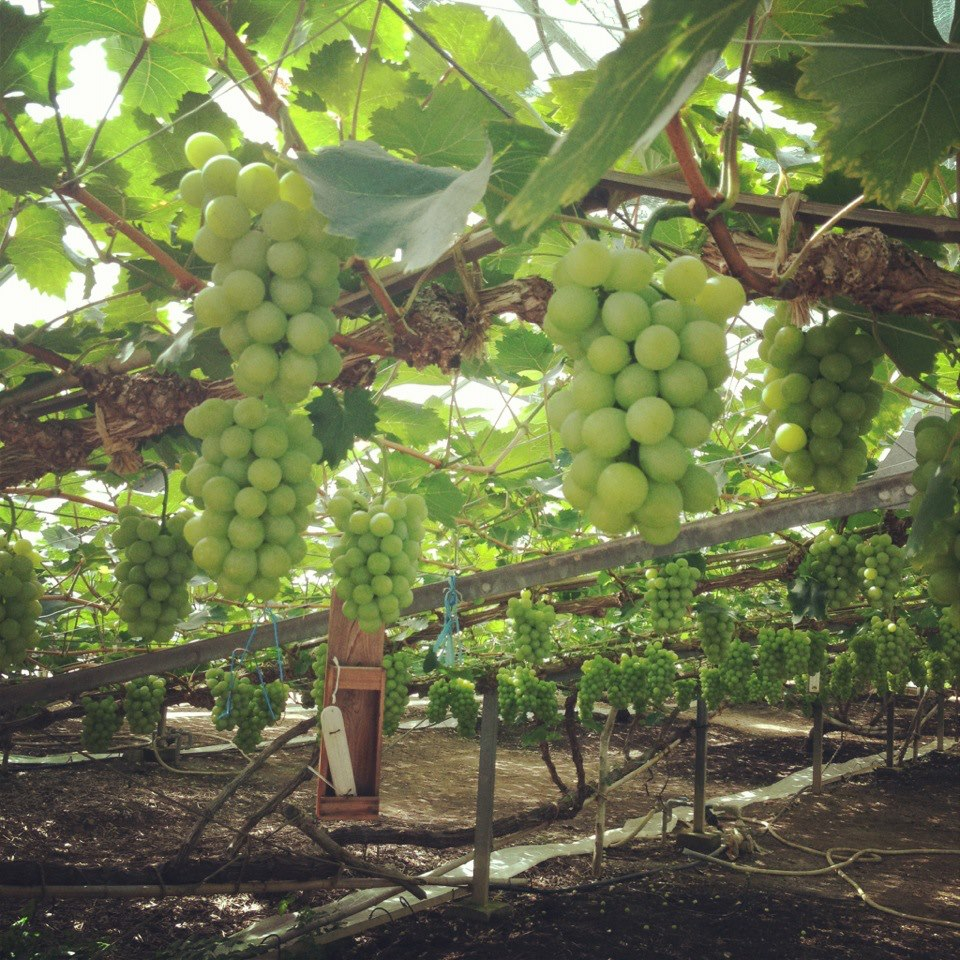
マスカット・オブ・アレキサンドリア

マスカット・オブ・アレキサンドリア (Muscat of Alexandria) は、ブドウの品種の一つで、マスカットの一種である。日本国内でいう「マスカット」とは、マスカット・オブ・アレキサンドリアのことである。

## 概要
北アフリカ原産の非常に古い品種で、ローマ帝国時代、エジプトのアレキサンドリア港から地中海各地に広がった。淡黄緑色（エメラルド色）の長円形の大粒の実をつけ、甘みが強く、強いマスカット香が特徴である。「ブドウの女王」の異名を持つ。スペイン、イタリア、南アフリカでは、生食として、南ヨーロッパ、アフリカ、南アメリカ、カリフォルニア、オーストラリアでは、ワインの原料として利用されている。ボリビアでは、マスカット・オブ・アレキサンドリアのワインを元に作られる蒸留酒・シンガニが国内で広く親しまれている。
日本では、生食が主であるが、時折ワインが作られる他、果汁などはアイスクリームや清涼飲料水、ゼリー、和菓子などに使われる。
品種としては紀元前より現在に至るまで連綿と続く非常に古いものであるが高級品種であり続けている。品種改良においては、甘味の基となるため、マスカット・オブ・アレキサンドリアから多くの品種が生み出されている。なお、ジベレリン処理による無種子化ができないため、必ず種子が存在する。このため、味を残しながら種なしにできる品種の開発も進められている。

## 栽培状況
アメリカのカリフォルニア州では、1852年にAntoine Delmasにより初めて栽培された。1920年代には、カリフォルニア州のレーズン用に栽培されたが、種無し品種がレーズン用として主流になるにつれ、デザートワインの原料として利用されるようになった。

日本では1880年頃に兵庫県印南新村（現在の稲美町の一部）に開設された官営の播州葡萄園に植えられたのが最初とされる。その後1886年に岡山県津高郡栢谷村（現在の岡山市北区栢谷）の山内善男と大森熊太郎が士族授産の一環として播州葡萄園から苗木と栽培技術を持ち帰り、ガラス温室による栽培を成功させた。当時マスカット一箱が米一俵と同じ値段で売れたという。岡山は栽培に適していた地であったため、今日に至るまで日本産マスカット・オブ・アレキサンドリアの殆どをこの地が産出する。岡山県以外では、日本におけるブドウの一大生産地である山梨県や長野県も含め、気候や地質が合わずマスカット・オブ・アレキサンドリアは根付かなかった。

## 別名
- マスカット
- ゴルド (Gordo)
- ゴルド・ブランコ(Gordo Blanco)
- レクシア (Lexia)
- アレキ - 主産地である岡山県の生産者の間でよく使われる俗称
- ブドウの女王